# Mary Carrillo
María Carrillo Moreno, conocida artísticamente como Mary Carrillo (Toledo, 13 de octubre de 1919-Madrid, 31 de julio de 2009), fue una actriz española.

## Biografía

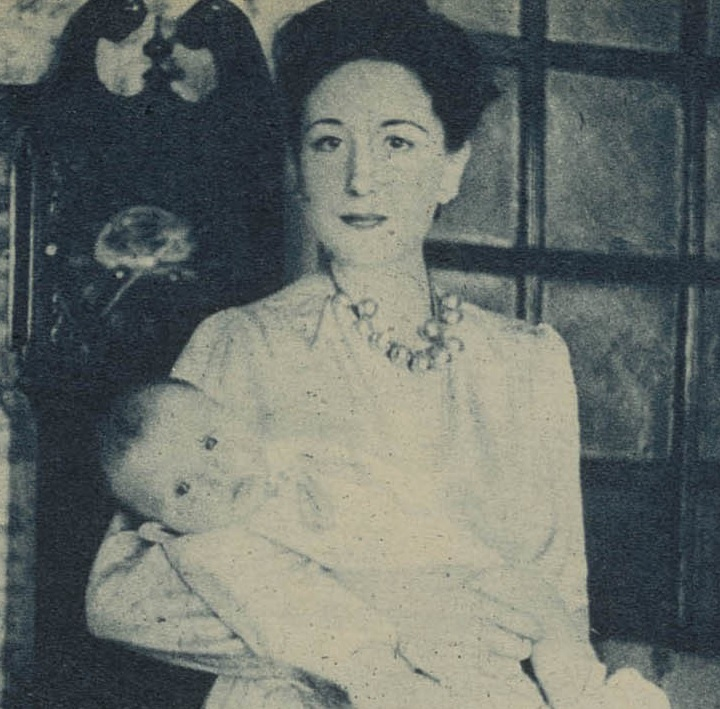
Mary Carrillo y su hija mayor, Alicia en 1943.

Considerada una de las grandes actrices de la escena española del siglo XX, debutó en 1936 en la Compañía de Hortensia Gelabert, con la obra El juramento de la primorosa y posteriormente en la de Pepita Díaz-Manuel Collado (con quien interpreta Nuestra Natacha). Al inicio de la guerra civil española marcha a México y estrena Prohibido suicidarse en primavera con la Compañía Díaz-Collado. Allí se casó, con apenas diecisiete años, en el Teatro Nacional de La Habana apadrinada por Alejandro Casona, con el actor Diego Hurtado Álvarez.
De regreso a España, retoma su carrera teatral y realiza la película Marianela (1940), de Benito Perojo, inspirada en la novela homónima de Benito Pérez Galdós. Tras rodar otros tres largometrajes, se aparta de la gran pantalla hasta 1958.
En teatro, se incorpora primero a la Compañía de María Bassó y Nicolás Navarro y en los primeros cincuenta entró en la Compañía Lope de Vega, dirigida por José Tamayo, donde interpreta lo más importante del teatro español del Siglo de Oro y otros títulos del teatro universal. Con La vida es sueño, viaja a París y participa en el I Festival del Teatro de las Naciones, en 1954, y consiguió el Premio a la Mejor Interpretación. Ese mismo año propone un texto a Tamayo que había localizado Diego Hurtado, La Alondra, de Jean Anouilh. También interpretó La florista de la reina, La santa hermandad y La santa virreina. En 1948, finalmente, forma su propia Compañía. Fue la actriz fetiche del director teatral José Tamayo y del autor Antonio Gala. Una anécdota revela su tremenda calidad sobre las tablas: Edward Albee, autor del texto original de Quién teme a Virginia Woolf, la vio en España junto a Enrique Diosdado y dirigida por José Osuna y se quedó tan admirado que trató de convencer a la Metro para que la contratara para la película, pero al final se lo quedó Elizabeth Taylor.
En 1958 vuelve al cine, con El pisito, de Marco Ferreri. En los años siguientes se suceden una serie de títulos notables, en los que Mari Carrillo despliega su gran capacidad artística especialmente en registros dramáticos: El crimen de Cuenca, dirigida por Pilar Miró, La colmena y Los santos inocentes (1984), de Mario Camus... Pero también en títulos de comedia (Entre tinieblas, de Pedro Almodóvar).
En 1982 triunfó con La enemiga, de Dario Niccodemi. Su última aparición sobre las tablas fue en una representación de Hora de visita, de José Luis Alonso de Santos. Retirada de las tablas desde 1995, falleció el 31 de julio de 2009.
Tuvo cuatro hijas, entre ellas las actrices y humoristas Paloma, Teresa y Fernanda Hurtado, conocidas artísticamente como Las Hermanas Hurtado. La mayor de sus hijas era Alicia, que no se dedicaba al medio artístico; trabajaba en la sección de mantenimiento de aviones de la compañía Spantax.
Mary Carrillo escribió a los 81 años sus memorias en Sobre la vida y el escenario. Recibió, entre otros, el Premio Nacional de Teatro en dos ocasiones (1949 y 1961), la medalla del Círculo de Bellas Artes (también por dos veces, en 1948 y 1982), el premio Ondas en 1969 como mejor actriz de televisión, el premio Goya en 1995 como mejor actriz de reparto por Más allá del jardín y el premio de la Unión de Actores en 1995 por su trayectoria profesional.
En los últimos años de su vida padeció la enfermedad de Alzheimer.
Falleció el 31 de julio de 2009 a los 89 años.

## Obras de teatro (selección)
- Nuestra Natacha (1935), de Alejandro Casona.
- Prohibido suicidarse en primavera (1937), de Alejandro Casona.
- La florista de la Reina (1940), de Luis Fernández Ardavín
- La casa (1946), de José María Pemán.[5]
- La visita que no llamó al timbre (1949), de Joaquín Calvo Sotelo.
- Al amor hay que mandarlo al colegio (1950), de Jacinto Benavente.
- Criminal de guerra (1951), de Joaquín Calvo Sotelo.[6]
- Un día de abril (1952), de Doddie Smith.
- El jefe (1953), de Joaquín Calvo Sotelo[7]
- Diálogos de Carmelitas (1954), de Georges Bernanos.[8]
- La alondra (1954), de Jean Anouilh.
- Crimen perfecto (1954), de Frederick Knott.
- La muerte de un viajante (1954), de Arthur Miller.
- La vida es sueño (1955), de Calderón de la Barca.
- Julio César (1955), de William Shakespeare.
- Historia de un resentido (1956), de Joaquín Calvo Sotelo.[9]
- La novia del espacio (1956), de José López Rubio.[10]
- El cielo dentro de casa (1957), de Alfonso Paso.[11]
- El príncipe durmiente (1957), de Terence Rattigan
- Los tres etcéteras de Don Simón (1958), de José María Pemán.
- La encantadora familia Bliss (1959), de Noel Coward.[12]
- Aurelia y sus hombres (1961), de Alfonso Paso.
- ¿Quién quiere una copla del Arcipreste de Hita? (1965), de José Martín Recuerda.
- ¿Quién teme a Virginia Woolf? (1966), de Edward Albee.
- Divinas palabras (1969), de Ramón María del Valle-Inclán.
- Madre Coraje y sus hijos (1969), de Bertolt Brecht
- Los buenos días perdidos (1972), de Antonio Gala.
- ¿Por qué corres, Ulises? (1975), de Antonio Gala.
- En busca de Marcel Proust (1978).
- La vieja señorita del paraíso (1980), de Antonio Gala.
- La enemiga (1982), de Dario Niccomedi.
- Buenas noches, madre (1984), con Concha Velasco.
- La casa de los siete balcones (1989), de Alejandro Casona.
- Sorpresas (1989).
- Los buenos días perdidos (1991) - Reposición -, con su hija Teresa.
- Hora de visita (1994-1995), de José Luis Alonso de Santos.

## Filmografía

### Cine (selección)
- Marianela (1940), de Benito Perojo.
- Tres espejos (1947), de Ladislao Vajda.
- El pisito (1959), de Marco Ferreri.
- Escuela de seductoras (1962), de León Klimovsky.
- Nueve cartas a Berta (1966), de Basilio Martín Patino.
- Los chicos del Preu (1967), de Pedro Lazaga.
- No le busques tres pies... (1968), de Pedro Lazaga.
- Las secretarias (1968), de Pedro Lazaga.
- El Love Feroz o Cuando los hijos juegan al amor (1973), de José Luis García Sánchez.
- Hasta que el matrimonio nos separe (1976), de Pedro Lazaga.
- Colorín colorado (1976), de José Luis García Sánchez.
- Rocky Carambola (1979), de Javier Aguirre.
- La Sabina (1979), de José Luis Borau.
- El crimen de Cuenca (1980), de Pilar Miró.
- Gary Cooper, que estás en los cielos (1980), de Pilar Miró.
- La colmena (1982), de Mario Camus.
- Entre tinieblas (1983), de Pedro Almodóvar.
- Akelarre (1984), de Pedro Olea.
- Los santos inocentes (1984), de Mario Camus.
- El niño de la luna (1989), de Agustí Villaronga
- Más allá del jardín (1996), de Pedro Olea.

### Televisión
- Mamá quiere ser artista (1997)
- Fortunata y Jacinta (1980)
- Eva frente al espejo (1970)
- Las tentaciones
  - Ruiseñor de noviembre (10 de octubre de 1970)
- Novela
  - Aurora negra (20 de abril de 1970)
- Fábulas
  - La alforja (7 de febrero de 1970)
- Cuentos y leyendas
  - Timoteo, el incomprendido (4 de diciembre de 1968)
- Historias naturales
  - Un trono para mi hijo (22 de junio de 1968)
- La pequeña comedia
  - La visita (24 de mayo de 1968)
- Teatro de siempre
  - Para ti es el mundo (23 de mayo de 1968)
  - Secretario particular (4 de marzo de 1971)
- Estudio 1
  - La casa de los siete balcones (21 de junio de 1967)
  - La rueda (14 de noviembre de 1967)
  - Nunca es tarde (9 de enero de 1968)
  - La Malquerida (27 de febrero de 1968)
  - Ifigenia (17 de septiembre de 1968)
  - La muerte da un paso atrás (8 de julio de 1969)
  - Un espíritu burlón (22 de enero de 1970)
  - Los blancos dientes del perro (25 de febrero de 1972)
  - Diálogos de carmelitas (27 de abril de 1973)

## Premios
Medallas del Círculo de Escritores Cinematográficos
| Año  | Categoría               | Película   | Resultado |
| ---- | ----------------------- | ---------- | --------- |
| 1959 | Mejor actriz principal  | El pisito  | Ganadora  |
| 1982 | Mejor actriz de reparto | La colmena | Ganadora  |

- Premio Nacional de Teatro (1949 y 1961)
- Medalla de Oro del Círculo de Bellas Artes (1948 y 1982)
- Medalla de Oro de Valladolid (1955)
- Premio Carabelle de París (1956)
- Premio de la Crítica de Barcelona (1963)
- Premio de Teatro de Avilés (1964)
- Premio York (1966)
- Premio Ondas (1969): Mejor actriz de televisión.
- Premio Ercilla, por Buenas noches, madre (1984).[15]
- Premio Goya (1995): Mejor Actriz de Reparto por Más allá del jardín.
- Premio de Teatro Miguel Mihura (1990)
- Premio de la Unión de Actores (1995) por su trayectoria profesional.
- Premio Pepe Isbert de la Asociación Nacional de Amigos de los Teatros de España (2006)